# Архів Закерзоння
«Архів Закерзоння» — найповніше на сьогодні зібрання в одному друкованому виданні всебічної інформації про національно-оборонну боротьбу українців Посяння в 1944–1947 pp.

## І том
У першому томі «Архіву Закерзоння» надруковано документи і матеріали для вивчення історії українського збройного і підпільного руху в Ярославщині, Любачівщині і Томашівщині, що на Закерзонні. Серед надрукованих документів 31 становлять документи УПА, а 18 — документи цивільної адміністрації ОУН. Це оперативні звіти командира 27-го Відтинку УПА «Лемеша» («Залізняка»), накази, звіти, список командного складу куреня «Месники», місячні звіти цивільної адміністрації.
Доповнюють том допоміжні матеріали: організаційні схеми й мапи. У книзі вміщено також список з понад 2000 імен вояків УПА і підпільників з території Посяння, а також велику розвідку про УПА на цьому терені, автором якої є Мирослав Іваник.

## Реквізити
- Архів Закерзоння. — Т. 1: Бастіон і Батурин. УПА та підпільна адміністрація ОУН в Ярославщині, Любачівщині та Томашівщині в pp. 1944–1947: Документи та матеріяли / Упорядн.: М. Іваник, М. Бохно; Ред. тому І. Лонкевич. — Львів: Вид-во Львівської політехніки, 2012. — 628 с.